# 笑容的代價
《笑容的代價》為紀念動畫公司龍之子創立55周年，推出的原創電視動畫特別企劃，由鈴木利正監督，中村直人負責角色設計，渭原敏明和柳瀨敬之進行機械設計，伊藤翼擔任音樂製作，電視動畫於2019年1月4日播出。

## 故事大綱
在遙遠的星球上、充滿歡笑的王國中，12歲的公主「優姬」，被忠心的家臣們、還有導師蕾拉、政治輔佐官伊薩那、騎士團長哈路德、自幼相處的親信約書亞等人環繞著，在王宮中過著開心的生活。而另一方面，17歲的少女史黛拉則是具有才能的軍人。如此擁有不同立場的兩人，彼此的笑容究竟會在何時才能同時出現呢？

## 登場人物

### 主要人物
優姬·索雷（Yuuki Soleil，聲：花守由美里）
本作的主角。索雷王國年僅12歲父母雙亡的王族公主，擁有戰略天賦。從小處在皇室的刻意保護之下，對於外界事務並不了解，約書亞戰死之後，才得知索雷與古蘭迪加之間的戰爭。
在約書亞死後，變得極度反戰，對於下屬瞞騙自己或擅自將新型克勞斯實裝亦表現出極度的不滿。
原本在王都即將淪陷之際，意欲投降帝國以換取王國國民的生存保障，但被王國高層強行帶往南部的雷歐·塔克拉斯州。
其後，在看過12年前的恐怖攻擊的影片後，立場轉為若帝國方不公開恐怖攻擊的黑幕，堅決不投降。並採取有勝算便力克抗敵，反之則實行焦土作戰，盡可能的撤離一切物資，使帝國即使佔領該處，亦無任何可用資源，徒增管理上的困難。
即使被迫經歷大大小小的戰役仍不願捨棄不產生任何犧牲者的底線，因此當凡奇修姊弟請命突襲艾涅參謀長時，斷然否決此提案。
親自為希耶爾進行誕生祝福禮。
為了貫徹無論敵我皆不產生傷亡且能展露笑顏的初衷，決心前往舊貝爾提皇國領地的研究機關，企圖以讓空氣中的奈米機械過負荷，從而使所有的克勞斯停擺。
史黛拉·夏寧格（Stella Shining，聲：早見沙織）
本作的另一位主角。古蘭迪加帝國的17歲女軍人，畢爾加分隊員。
是蕾拉在12年前的恐攻中失散的女兒，但她本人並不知情。
雖與優姬處於敵對的陣營，但心中懷抱著和優姬一樣的心願，故願意在她身上賭一把。
最後因優姬向軍方求情，使她只被施以最輕的責罰，加入警備隊。

### 索雷王國

#### 王國高層
約書亞·英格拉姆（KIA）（Josué Ingram，聲：松岡禎丞）
優姬青梅竹馬的騎士，口頭禪是「氣勢與毅力」。
在第二集，首次上戰場於古拉德一役中，為引爆通道的炸彈，深入通道對抗敵軍，因此身受重傷，不治身亡。
蕾拉·艾特瓦（KIA）（Leila Étoile，聲：佐藤利奈）
負責輔佐教導優姬處理政務的女政務官。
12年前為帝國開發新型克勞斯的分析官，卻在出席里修的新型發表會時，遭遇恐攻，丈夫與女兒被坍塌的瓦礫砸死，其後，在發生爆炸時為保護襁褓中的優姬，陷入昏迷達1個月。
從昏迷清醒之後，見到一旦哭鬧旁人便束手無策的優姬，卻唯有蕾拉在的時候才重新展露笑顏，而另一方面，也因此次事件，無法回歸帝國，因此從那時起便待在優姬的身邊陪伴她。
最後在舊皇國領地的設施中與史黛拉相遇，從史黛拉的淚痣認出他就是12年前在恐攻中失散的女兒，並為女兒還活著而感到欣慰，其後，在帝國軍對設施的轟炸而導致內部坍塌，捨身救下史黛拉而自己被瓦礫砸死。
哈路德·米拉（KIA）（Harold Miller，聲：神奈延年）
王國近衛騎士團總長。昔日的索雷強大騎士，於第六集得知其妻子在12年前的混戰中中槍身亡。在戰況危及時，親自上陣指揮士兵以提高士氣、也帶著要為妻子復仇的心情擊敗多名帝國軍。
後自願殿後好讓優姬逃出生天，與歐文斯隊長互轟後傷重身亡。
其後，艾涅參謀長在王宮為其舉行喪禮。
伊薩那·蘭古佛特（KIA）（Izana Langford，聲：置鮎龍太郎）
王國政務官。自願留在王宮等待帝國軍的佔領，被艾涅參謀長要求勸說部下投降。
雖身處敵營仍一心尋求被帝國隱藏的恐怖攻擊的黑幕，最後密電位處艾德尼爾的優姬傳輸黑幕途中被帝國士兵亂槍擊斃，所幸黑幕及時傳輸完成。
臨死前託優姬轉告艾莉莎他為即將誕生的兒子所取的名字。
尤妮·凡奇修（Uni Vaincre，聲：小市真琴）
王國騎士，路涅的姐姐。侍奉於威斯塔州的藩侯。
威斯塔州淪陷後，兩姐弟轉為優姬直屬騎士。
認為自己陣亡的話，會無顏面對約書亞。
在克利桑德藩侯向優姬求援後被派往該處進行協同作戰。其後得知與艾涅參謀長對陣時，主動向優姬請命突襲，但被否決。
路涅·凡奇修（René Vaincre，聲：榎木淳彌）
王國騎士。尤妮的弟弟。同侍奉於威斯塔州的藩侯。
威斯塔州淪陷後，兩姐弟轉為優姬直屬騎士。
原本表示自己無法像約書亞依樣那麼熱血的他，轉以約書亞的頭禪為人生信條。
在克利桑德藩侯向優姬求援後被派往該處進行協同作戰。其後得知與艾涅參謀長對陣時，主動向優姬請命突襲，但被否決。
吉拉爾伯爵（Girard，聲：伊藤健太郎）
威斯塔州藩侯。因不希望領地人民遭受戰火波及，出賣王國協助帝國，最後成為帝國俘虜。
索雷國王（聲：花輪英司）
優姬的父王。於12年前的里修恐怖攻擊事件中殞命。

#### 其他
愛麗莎·蘭古佛特（Elisa Langford，聲：戶田惠）
伊薩那政務官的妻子。
諾薇·蘭古佛特（Noël Langford，聲：木野日菜）
伊薩那政務官的長女。
最終得知父親的死訊，但堅持不願相信。
阿黛兒·米拉（Adel Miller）
哈路德的亡妻，於12年前的里修恐怖攻擊事件中，為掩護國王夫婦及襁褓中的優姬，中彈身亡。
希耶爾·蘭古佛特（Ciel Langford）
伊薩那政務官的遺腹子。為伊薩那所命名，意指希望他有如天空（ciel，法文「天空」之意）一般，心中懷抱著自由的胸襟。

### 古蘭迪加帝國

#### 畢爾加分隊
蓋爾·歐文斯（KIA）（Gale Owens，聲：松山鷹志）
帝國特務少尉，畢爾加分隊隊長。在母國有開設一所孤兒院。
在雷歐·塔克拉斯州的戰場與哈路德總長對陣，雙方互轟後座機爆炸，屍骨無存。
莉莉·艾爾哈特（Lily Earhart，聲：長久友紀）
畢爾加分隊員。與史黛拉為同期。
修伊·馬爾薩斯（Huey Malthus，聲：增田俊樹）
畢爾加分隊員。擅長廚藝。
皮亞斯·索恩（KIA）（Pearce Thorne，聲：石谷春貴）
畢爾加分隊員。外表特徵為有交叉型紋路的平頭。因家中貧窮，孩童眾多，為減輕家中負擔而志願從軍。
於布萊姆臺地戰中被哈路德重傷，原打算放手一搏戰到最後，卻被同隊隊員所救。
此戰後下半身不遂，被迫還鄉。與蓋爾約定回去後至其開設的孤兒院就職，但他搭乘的輸送車在兩國國境遇襲，死亡。
布雷克·博耶（Blake Boyer，聲：白石稔）
畢爾加分隊軍曹長，歐文斯隊長死後為該分隊代理分隊長。外表特徵為紫色捲髮。
蓋伊·瑪雷（聲：阿座上洋平）
作為替補皮亞斯的畢爾加分隊新成員。正式登場於第五集，原屬希爾許分隊。
是史黛拉、莉莉、修伊剛下部隊時所待基地的前輩，因夜襲作戰得以團聚。隨後的作戰中，所屬分隊全滅，其為唯一存活的成員。

#### 其他
艾涅·弗利特（Aine Fleet，聲：國立幸）
帝國參謀長。主持對索雷王國侵攻軍。
似乎對貝爾提皇國的研究結果感到擔憂，不想運用新型克勞斯進入實戰。
帝國皇帝（聲：速水獎）
現任帝國皇帝，主張積極地將新型克勞斯投入實戰。
在所有提爾基亞都停擺之後，與優姬簽訂停戰協議。

## 用語解說
索雷王國
疆域狹小，但土地肥沃的國家。政權由王族掌控。武力為騎士團。在兩國交戰中節節敗退，王都哈里安也在戰爭中淪陷，高層被迫流亡王國南部。
威斯塔州
原為王國所屬州份，位於兩國交界。威斯塔藩侯因不忍藩民受苦，暗中聯絡帝國，致使古拉德一役失利，威斯塔州亦因此拱手讓人。
卡達斯州
原為王國所屬州份，由於其位於兩國交界的前線，為避免陷入腹背受敵的態勢，被迫棄守並疏散州內居民。
邊境之都  里修
位於卡達斯州，曾經是王國研發新型克勞斯的重鎮。
在故事開始的12年前，原本關係友好的兩國，曾在此處協力開發新型克勞斯，然而帝國內部的新型反對者發動恐攻，導致當時發表新型的會場被炸毀，國王夫婦亦命喪於此。事後，王國譴責帝國軍士兵無謀的行動致使國王夫婦殞命，兩國遂因而交惡。
雷歐·塔克拉斯州
王國南部州份。王都哈里安淪陷後，王國高層將優姬帶往此處。
艾德尼爾
雷歐·塔克拉斯州州都。王都哈里安淪陷後，王國高層在此建立指揮中心。
克利桑德州
王國西方部州份。該州藩侯曾被伊薩那政務官招降帝國，曾表示不願接受棄王都人民不顧而逃往王國南部的優姬的指揮，後來見到優姬愛民如子的一面而對她改觀，提出支援請求。
北羅比亞州
王國北部尚未淪陷的州份之一。
賽拉斯州
王國北部尚未淪陷的州份之一。在艾涅參謀長為哈路德總掌舉行喪禮的政治宣傳效果之下，該州的軍民多有投降。
古蘭迪加帝國
疆域廣大，但土地貧瘠的國家。政權由軍方掌控。武力為軍隊。為了資源向索雷王國開戰。
貝爾提皇國
過去曾存在的國家。主張新型清澄不應該開發。
12年前，該國的科學家在研發新型清澄時，發現若持續使用克勞斯青金石的話，會使星球的土地越發荒蕪，遂向另外兩國提出警告，然而警告非但被無視，皇國甚至因而慘遭滅國。
其後，該國倖存者在警告無效之下，採取強硬手段——發動恐攻襲擊發表新型的會場。
該國舊領地的研究設施擁有使克勞斯完全停擺的機能。
提爾基亞
人型機動兵器稱呼。於一定高空克勞斯青金石會停止運作，故尚未有空軍部隊。
奈米機械
過去太古時代的人們移民至本作行星時，為了將此星球地球化，而撒下了能夠自我繁殖的奈米機械，它可以將星球改造成能夠生存的環境，並融入大氣中成為大氣一部分，但隨著世代推移，包括奈米機械等移民時代的知識及科學皆已失傳。
克勞斯青金石
特殊礦石，負責驅動能源。
過去移民的先祖意外發現的劃時代之能源，當時以為可無盡產出綠色能源。
在蕾拉解析貝爾提皇國的研究資料後發現，克勞斯青金石並非自身產生能源，而是透過和大氣之中的奈米機械「共鳴」藉此獲取奈米機械之能源，克勞斯青金石使用的能源越多，越會加速消耗奈米機械，使得奈米機械漸漸減少，進而讓星球環境產生惡化。
只要給予超過極限值之負荷，可使其中斷與奈米機械之共鳴。
新型克勞斯
索雷王國新人型機動兵器。為加強提爾基亞升空能力的機型。

## 電視動畫

### 製作人員
- 原作・動畫製作：龍之子
- 原案：湯淺光、NOB-C
- 人物原案：NOB-C
- 導演：鈴木利正
- 劇本統籌：豬爪慎一
- 人物設定：中村直人
- 索雷王國所屬機體設定：渭原敏明（日语：渭原敏明）
- 古蘭迪加帝國所屬機體設定：柳瀨敬之
- 道具設定：森木靖泰（日语：森木靖泰）
- 3DCG：
- 音響監督：田中一也
- 音樂：伊藤翼

### 主題曲
片頭曲
作詞：牧野圭祐、H△G，作曲、編曲：宮田“レフティ”リョウ，主唱：Chiho feat. majiko
第1話為片尾插入。
片尾曲（第2 - 12話）
作詞：蟻，作曲：Kanata Okajima、蟻，編曲：ioni、菅原一樹，主唱：
插入曲（第12話）
作詞：H△G，作曲、編曲：，主唱：Chiho feat. majiko

### 各話列表
| 話數   | 日文標題   | 中文標題     | 編劇     | 分鏡              | 演出              | 作畫監督                                                            | 機械監督                    | 總作畫監督        |
| ------ | ---------- | ------------ | -------- | ----------------- | ----------------- | ------------------------------------------------------------------- | --------------------------- | ----------------- |
| 第1話  |            | 索雷的少女   | 豬爪慎一 | 鈴木利正          | 鈴木利正          | 丸山修二、加野晃、小美野雅彦 瀧吾郎、服部憲知、下川壽士             | 川原智弘                    | 中村直人          |
| 第2話  |            | 戰亂的真相   | 豬爪慎一 | 鈴木利正          | 粟井重紀          | 松本朋之、近藤優次 青木真理子、服部憲知                             | 川原智弘                    | 下川壽士 中村直人 |
| 第3話  |            | 微笑的戰士   | 村越繁   |                   | 山田卓            | 代見裕美、佐藤義久 、北源章雄 島袋智和、兼高里圭                    | 村松尚雄 川原智弘           | 瀧吾郎            |
| 第4話  |            |              | 村越繁   | 吉川博明          | 小野田雄介        | 平良哲朗、德倉榮一 高橋恆星、小野寺博文 下川壽士                    | 不適用                      | 不適用            |
| 第5話  |            | 分隊的一夜   | 大西信介 | 中山岳洋          | 宮澤良太          | 坂本千代子、大竹晃裕 齊藤亮、市橋雄一 三島千枝                      | 村松尚雄、川原智弘 下川壽士 | 瀧吾郎            |
| 第6話  | 運命の岐路 |              | 猪爪慎一 | 稲垣隆行          | 格子縞佐世郎      | 青木真理子、丸山修二 大野勉、服部憲之                               | 川原智弘 村松尚雄           | 下川壽士          |
| 第7話  |            | 王宮的向日葵 | 大西信介 | 吉川博明          | 飯村正之          | 小美野雅彥、小田裕康 寺尾憲治、片岡惠美子 下川壽士、大野勉          | 村松尚雄                    | 不適用            |
| 第8話  |            |              | 村越繁   | 加瀨充子          | 粟井重紀          | 德田夢之介、服部憲知 大野勉、河原久美子                             | 村松尚雄 川原智弘           | 瀧吾郎            |
| 第9話  |            | 曉之輓歌     | 豬爪慎一 | 吉川博明          | 辻橋綾佳 西野武志 | 丸山修二、服部益實 富吉幸希、青木真理子 壽惠理子、齊藤溫子 吉田巧介 | 村松尚雄 川原智弘           | 下川壽士          |
| 第10話 |            | 燃起的魂魄   | 大西信介 | 小寺勝之          | 小野田雄介        | 德倉榮一、石堂伸晴 谷翔太郎、小野寺博文 平良哲朗                    | 村松尚雄                    | 不適用            |
| 第11話 | 二人の決意 | 兩人的決心   | 村越繁   | 渡邊純央 鈴木利正 | 佐佐木純人        | 青木真理子、服部憲之 下川壽士、小美野雅彥                           | 村松尚雄 川原智弘           | 不適用            |
| 第12話 |            | 笑容的代價   | 豬爪慎一 | 道垣隆行 武內宣之 | 田中洋聰          | 德田夢之介、大野勉 丸山修二、下川壽士                               | 村松尚雄 川原智弘           | 瀧吾郎 中村直人   |

### 播放平台
日本深夜動畫：下文記載的日本国内播放時間使用日本標準時間（UTC+9）表示。因為部分時間标识會採用30小时制，因此請留意这类超过24:00的时间，其實際播放時間為翌日清晨。
| 播放地區 | 播放電視台  | 播放日期       | 播放時間（UTC+9）    | 備註              |
| -------- | ----------- | -------------- | -------------------- | ----------------- |
| 日本全國 | WOWOW Prime | 2019年1月4日 - | 星期五 21:30 - 22:00 | BS/CS放送         |
| 東京都   | TOKYO MX    | 2019年1月7日 - | 星期一 22:30 - 23:00 |                   |
| 近畿地方 | 讀賣電視台  | 2019年1月8日 - | 星期一 25:59 - 26:29 | 『MANPA』第1部    |
| 日本全國 | AT-X        | 2019年1月9日 - | 星期二 24:30 - 25:00 | CS放送/有重播時段 |
| 日本國內 | J:COM電視台 | 2019年1月9日 - | 星期三 22:30 - 23:00 | CATV              |

### BD
| 卷數 | 發行日期      | 收錄話數        | 規格編號  |
| ---- | ------------- | --------------- | --------- |
| 1    | 2019年4月2日  | 第1話 ~ 第3話   | BIXA-1261 |
| 2    | 2019年5月10日 | 第4話 ~ 第6話   | BIXA-1262 |
| 3    | 2019年6月4日  | 第7話 ~ 第9話   | BIXA-1263 |
| 4    | 2019年7月2日  | 第10話 ~ 第12話 | BIXA-1264 |

## 外部連結
- （日語）電視動畫《笑容的代價》官網 （页面存档备份，存于）
- （日語）電視動畫《笑容的代價》官方的X（前Twitter）
- （英文）笑容的代價（動畫）在動畫新聞網百科全書中的資料（英文）